# Haus Glehn
Die Wasserburg Haus Glehn, auch Fleckenhaus genannt, steht im Stadtteil Glehn in Korschenbroich im Rhein-Kreis Neuss in Nordrhein-Westfalen.

## Geschichte
Das Gebäude wurde 1560 erbaut; der Erbauer, Dietrich Fleck von der Balen, spricht von seinem „adligen Haus zu Glehn“. Da es damals üblich war, ein Haus nach dem Besitzer zu nennen, kam bald die Bezeichnung „Fleckenhaus“ auf. Der älteste in den Urkunden erscheinende Name ist jedoch „Widenpesch“ (1411) bzw. „Wydenpesch“ (1485) – ein Weidenpesch war eine von Weiden bestandene oder umsäumte Wiese, lateinisch pascuum. Die Urkunde von 1411 drückt sich etwas ungenau aus: Johann von Dyck belehnt „Johann Vleck van der Baelen mit … und auch den Widenpesch zu Gelehen gelegen ...“. Die Urkunde von 1485 spricht dagegen deutlich von zwei Höfen „in dem kirspell vann Gleen geheischen Wydenpesch, und ein hoeve ...“. Dass hier ein Haus stand, ist 1495 unzweifelhaft bezeugt, als Dietrich Fleck sich von Dyck das Recht erkaufte, hinter seinem Haus eine Ölmühle zu errichten. Nach einem Brand des älteren Hauses erbaute Dietrich Fleck von der Balen im Jahr 1560 das noch heute stehende Schlösschen im modernsten Stil seiner Zeit, der niederländischen Renaissance.
Während des Truchsessischen Krieges wurde Fleck von der Balen 1584 bei einem Überfall von niederländischen Soldaten erschlagen. Da er keinen Sohn hatte, wurde der Ehemann der Tochter Margarethe, der Schwiegersohn Gottfried von Neukirchen, genannt Nievenheim, mit Haus Glehn belehnt. 1937 erwarb Willi Wappenschmidt das Haus mit landwirtschaftlichem Betrieb.

## Architektur
Es handelt sich um eine zweiteilige Wasserburg. Der umgebende Weiher wird vom Jüchener Bach gespeist. Früher sollen auch Haupt- und Vorburg durch einen Weiherarm getrennt gewesen sein.

### Herrenhaus
Der dreigeschossige Backsteinbau wurde in niederländischen Renaissanceformen mit Hausteingliederungen erbaut, an der Nordostecke mächtiger Rundturm mit Zwiebelhaube, an der Westseite dreiseitig vorgesetzter Treppenturm mit flachem Haubendach, im Erdgeschoss ein Eingangsportal zum Herrenhaus, darüber eine Wappentafel mit Inschrift und Jahreszahl 1560. Um 1900 wurde das Herrenhaus im hinteren Bereich erweitert, was sich an den helleren Sandsteinen erkennen lässt.

### Vorburg
Das Gebäude ist zweigeschossig aus Backstein mit geschweifter Haube erbaut. Es ist durch Verbindungstrakte von 1912 mit dem Rundturm des Herrenhauses verbunden.

### Wirtschaftsgebäude
Es wurde Ende des 19. Jh. erbaut und ist zweigeschossig sowie dreiflügelig.

## Denkmalschutz
Das Gebäude wurde am 12. September 1985 unter Nr. 059 in die Liste der Baudenkmäler in Korschenbroich eingetragen. Am 5. März 1987 wurde die Denkmalliste ergänzt, und zwar wurde die Grabenanlage des Baudenkmals „Haus Glehn“ hinzugefügt. Das Rheinische Amt für Denkmalpflege hatte zwischenzeitlich festgestellt, dass der bereits trockengefallene Burggraben als wehrtechnische Anlage ein wesentlicher Bestandteil des Baudenkmals „Haus Glehn“ ist.